# Camarilla de Anhui

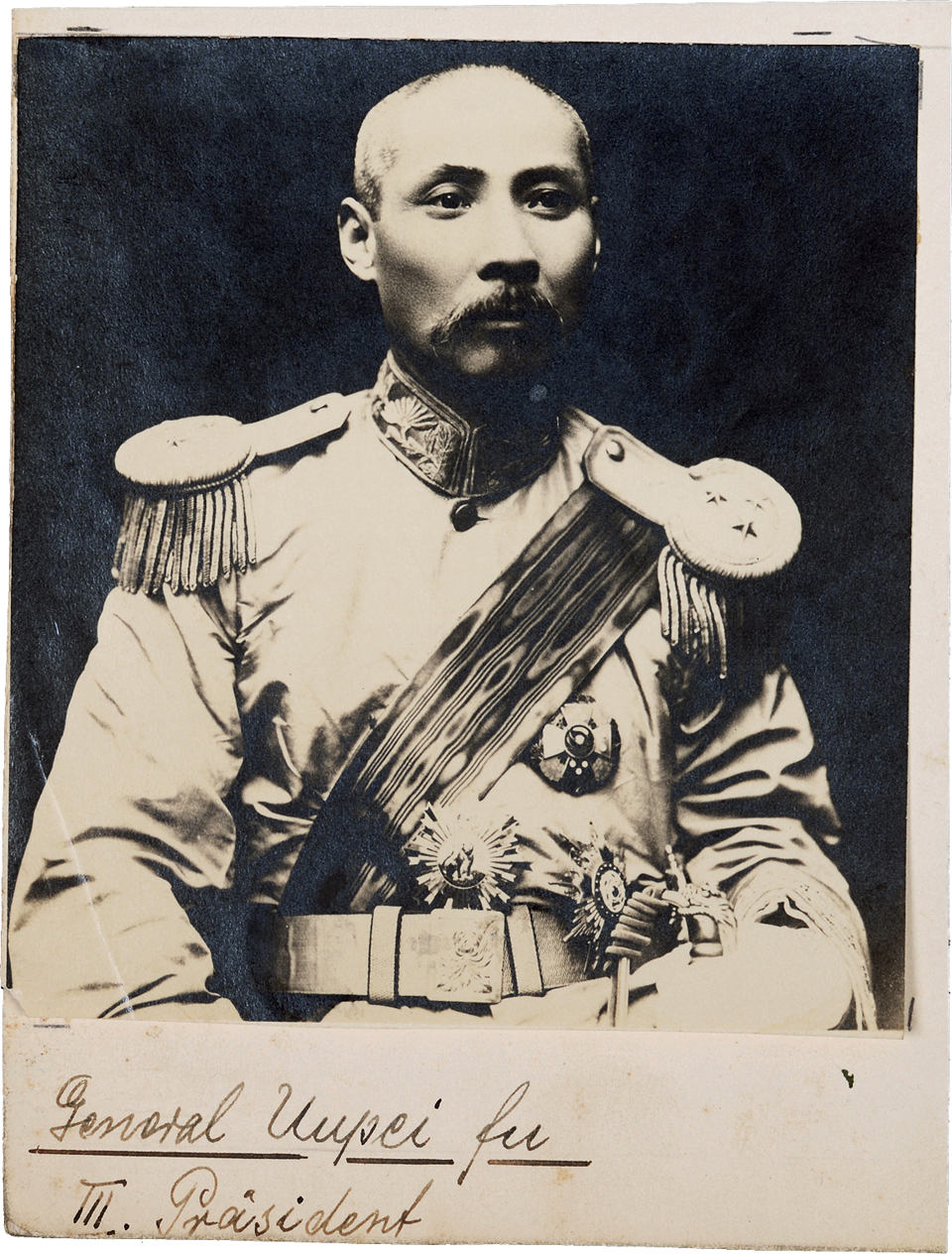
Duan Qirui, caudillo de la camarilla, dominó la política china de finales de la década de 1910 en incómoda alianza con la camarilla de Zhili, siendo finalmente derrotado por esta.

La camarilla de Anhui (en chino, 军阀 皖系; pinyin, Wǎn Xi Jun Fa), a veces conocida como camarilla de Anfu fue una de las camarillas o facciones militares rivales que surgieron de la disgregación del Ejército de Beiyang durante la Época de los caudillos militares a comienzos del siglo XX en la China de la Dinastía Qing. Debe su nombre no a la provincia de Anhui, de donde eran originarios varios de los generales que la formaron, incluyendo su fundador, Duan Qirui, sino a la calle de Pekín donde tenía su sede. Algunos la consideran la heredera política de la red de oficiales del ejército que Li Hongzhang, también nacido en Anhui, creó tras la Rebelión Taiping. Debido a que la camarilla de Anhui se organizó muy temprano tras la muerte de Yuan Shikai era más sofisticada políticamente que sus rivales.

## Creación y apogeo

Territorios de la Camarilla de Anhui en 1917.

Con el apoyo de Japón y gracias a la supresión de la intento de restauración de la dinastía Qing, la camarilla se convirtió en la facción más poderosa de China entre 1916 y 1920. Mantuvo una coexistencia complicada con las camarillas rivales de Zhili y Fengtian, con las que compartía el control del gobierno de Beiyang. 
Durante la Primera Guerra Mundial la camarilla abogó por la entrada del país en la guerra, utilizándola como excusa para aumentar sus formaciones militares y, tras ver rechazadas sus peticiones de créditos por Estados Unidos y Gran Bretaña, logró varios de Japón, con el que firmó un acuerdo defensivo el 16 de mayo de 1918. Un acuerdo militar suministró gran cantidad de armamento a Duan. El 1 de octubre de 1918 el embajador japonés anunció la concesión de los préstamos Nishihara, 245 millones de yenes concedidos a China con el aval de los ferrocarriles en Mongolia y Manchuria y varios impuestos importantes. Gracias al armamento y los créditos japoneses el territorio controlado por la camarilla se extendió, pasando a controlar las provincias del noroeste, puestas bajo control de Xu Shuzheng. Su política projaponesa, sin embargo, no era popular.
En el verano de 1918, durante las elecciones parlamentarias que debían renovar el parlamento elegido en 1913, la camarilla logró un amplio control del nuevo parlamento. De las 17 provincias que enviaron delegados al nuevo parlamento 13 se aliaron con Duan Qirui y 11 se unieron al Club Anhui, partido político de Duan. Los diputados habían sido elegidos bajo el control de los caudillos militares provinciales y representaban sus intereses en la capital. Las delegaciones de las regiones especiales también estaban controladas por la camarilla. En total, de los 470 diputados el Club contaba con 342.
Durante la guerra de Protección de la Constitución abogó por la línea dura, defendiendo la conquista de las provincias rebeldes del sur, en contra de la postura de los de Zhili. Estos consideraban que la invasión de las provincias del sur sólo reforzaría la posición de los de Anhui, que entregarían las provincias retomadas a sus partidarios, mientras que la solución negociada les privaría de controlar las provincias sureñas, impidiendo un crecimiento peligroso de su poder.
El Movimiento del Cuatro de Mayo de 1919 debilitó su influencia pública por su conocida cercanía a Japón y finalmente condujo a la guerra Zhili-Anhui en 1920, en la que la camarilla de Anhui fue derrotada en contra de los pronósticos. La impopularidad de la política projaponesa de Duan y la insatisfacción de las clases medias por el resultado del Tratado de Versalles que entregaba las concesiones alemanas a Japón en vez de devolverlas a soberanía china fueron hábilmente explotadas por sus adversarios de Zhili.

## Decadencia
Duan dimitió, su principal fuerza militar (el Ejército de Defensa de la Frontera, antiguo Ejército de Participación en la Guerra) fue disuelta, así como su partido en el parlamento (el "club Anfu") y la camarilla quedó sin un caudillo nacional durante los cuatro años siguientes, siendo sus provincias tomadas una por una por la camarilla de Zhili, operación completada en el verano de 1924. Shandong fue la excepción: Zhili la entregó a un general de Anhui en 1923, con la condición de permaneciese neutral en las disputas entre facciones militares. Zheng Shiqi la gobernó hasta 1925, cuando la transfirió a Zhang Zongchang, de la camarilla de Fengtian por acuerdo entre esta y Duan, aliados en contra de los de Zhili. 
Tras el golpe de Pekín, los vencedores de la Segunda Guerra Zhili-Fengtian, Feng Yuxiang y Zhang Zuolin, entregaron la presidencia del gobierno a Duan para dirigir un gabinete provisional como compromiso entre los dos caudillos. A falta de un poder militar destacable, Duan y sus seguidores se limitaron a tratar de enfrentar a Feng y Zhang. Finalmente Duan fue destituido y los restos de sus seguidores se unieron a la camarilla de Fengtian.

## Estructura

### El club Anhui
La camarilla tenía una facción política conocida como el «Club Anfu» (o «Club Anhui», literalmente, «El Club de la Paz y la Felicidad», un juego de palabras usando los caracteres de Anhui y Fujian), que estaba formada por políticos que se unieron a Duan. Formado el 7 de marzo de 1918 por Xu Shuzheng y Wang Yitang, se presentó a las elecciones al parlamento del norte y ganó tres cuartas partes de los escaños, gracias sobre todo a que la camarilla compró los votos. Eran un grupo muy disciplinado creado para impulsar los objetivos políticos de Duan a través de medios legales, como la elección de Xu Shichang como presidente de la República de China. 
Los diputados del Club mantenían la disciplina del partido como método de controlar los nombramientos a cargos y sinecuras que les proporcionasen ingresos, ya que los habituales sobornos quedaban fuera de su alcance al no tener libertad de voto. Sus fondos, además de pagar a los diputados, se destinaban a subvencionar periódicos afines. El partido ne financió además con fondos transferidos ilegalmente por los ministros de finanzas afines de los préstamos japoneses para la participación en la guerra mundial, el comercio del opio, la exportación de arroz a Japón desde provincias con escasez de él o la apropiación de fondos de los principales ferrocarriles del país.
El Club controló el parlamento hasta su derrota en 1920. Desapareció disolvió después de la derrota en la guerra Zhili-Anhui, cuando la Asamblea Nacional se disolvió.

### La nueva camarilla de Comunicaciones
Su sección financiera formó la llamada «Nueva Camarila de Comunicaciones» (1916-1919), dirigida por Cao Rulin. Era la rival de la «Vieja Camarilla de Comunicaciones» de Liang Shiyi. La conducta de Cao durante la Conferencia de Paz de París desencadenó el Movimiento del Cuatro de Mayo y su destitución. Aliada del Club Anfu, este solicitó su disolución formal, que se efectuó a la vez que sus miembros formaban una nueva organización con un nombre diferente.

### La sección militar
La principal fuerza militar al servicio de Duan y de su camarilla de partidarios era el Ejército de Participación en la guerra, formado teóricamente para la participación de China en la Primera Guerra Mundial y creado gracias a la concesión de préstamos por parte de Japón, que se usaron para crear esta unidad en realidad controlada por Duan y a su servicio.